# DeShawn Stevenson
DeShawn Stevenson (Fresno, 3 aprile 1981) è un ex cestista statunitense, professionista nella NBA.

## Caratteristiche tecniche
Noto soprattutto per atletismo e capacità difensive su guardie e ali piccole avversarie, era spesso pericoloso al tiro oltre la linea dei tre punti, specie in uscita dai blocchi.

## Carriera
Al termine del liceo, la Washington Union High School, avrebbe dovuto frequentare la University of Kansas tuttavia cambiò idea all'ultimo per passare direttamente tra i pro nel draft del 2000. Venne scelto al numero 23 dagli Utah Jazz. Nel 2001 ottenne il secondo posto nello Slam Dunk Contest svoltosi a Washington. Nel corso della stagione 2003-04 Stevenson passò agli Orlando Magic.
Stevenson optò per uscire dal suo terzo e ultimo anno di contratto con i Magic e il 3 agosto 2006 firmò al minimo salariale per i Washington Wizards.
Al termine del secondo contratto, nel luglio 2007 trovò un accordo per 4 anni a 15 milioni di dollari.
Dopo che Stevenson, con un ginocchio dolorante, segnò il carrer high di 33 punti, incluso il tiro da tre della vittoria allo scadere il 25 febbraio 2008 contro i New Orleans Hornets l'allenatore dei Wizards Eddie Jordan l'ha descritto in questo modo: "Lui è un guerriero, un vero guerriero. La sua fiducia sta crescendo, è un vero professionista. Questa è una lega per uomini, e lui è un uomo. Nel dizionario accanto alla parola uomo dovrebbe esserci una foto di DeShawn Stevenson."
Nei play-off di quello stesso anno quando i Wizards hanno perso 4-2 la serie contro i Cleveland Cavaliers di LeBron James, Stevenson fece sentire il suo apporto soprattutto nelle due gare vinte (19 punti in gara-3, 17 in gara-5), mentre in gara-6 la sua prestazione non fu delle migliori.
Arrivato nel corso della stagione 2009-10 ai Dallas Mavericks ed impiegato partendo prevalentemente dalla panchina, Stevenson trova invece 54 volte un posto nel quintetto base dei Mavericks nella stagione successiva. Conclude la regular season con 5,3 punti e una percentuale del 37,8% da tre in 16,1 minuti a partita. Parte titolare in tutte le partite dei playoffs, ad eccezione delle ultime 3 gare delle finali contro i Miami Heat, in cui coach Rick Carlisle gli preferisce il portoricano J.J. Barea. Stevenson si rivela comunque utile ai Mavericks, soprattutto dall'arco del tiro da 3 punti: segna infatti 13 delle 23 triple tentate nel corso delle finali. Con la vittoria in gara 6 dei suoi Dallas Mavericks si laurea per la prima volta campione NBA.
Per la stagione 2011-12 si accasa ai New Jersey Nets. L'11 luglio 2012 viene ceduto agli Atlanta Hawks insieme a Jordan Farmar, Jordan Williams, Anthony Morrow e Johan Petro in cambio di Joe Johnson. Il 2 agosto 2013 viene tagliato dagli Hawks.

### La rivalità con James
Durante i play-off del 2008 DeShawn Stevenson si è reso protagonista anche di alcuni siparietti con LeBron James. Infatti dovendo marcare James durante tutta la serie, Deshawn ha optato per una marcatura molto aggressiva, concedendo pochissimo spazio e mettendo la mano in faccia all'avversario in ogni occasione di tiro. James ha risposto a questa provocazione prendendosi beffa dell'avversario ad ogni canestro realizzato con un gesto irridente; Stevenson tuttavia ha risposto facendo lo stesso gesto a LeBron ogni volta che realizzava un tiro da tre.
La sfida tuttavia è continuata anche fuori dal campo; Stevenson dichiarò alla stampa che James era un giocatore sopravvalutato. James ribatté dicendo alla stampa che Stevenson sembrava Jay-Z interpretato da Soulja Boy, un altro rapper meno importante.
I Washington Wizards provocatoriamente iniziarono così a far suonare le canzoni di Soulja Boy prima delle loro apparizioni. LeBron James alla fine della vicenda commissionò al suo amico Jay-Z un brano, nel quale il rapper derideva i giocatori dei Wizards.
Alcuni anni più tardi, dopo le NBA Finals 2011 vinte dai suoi Dallas Mavericks contro i Miami Heat di LeBron, Stevenson non perde occasione per prendere in giro il rivale con una maglietta provocatoria.
La stagione successiva Stevenson firma un contratto con i New Jersey Nets: ironia della sorte, a quel tempo possedeva una quota di minoranza della squadra proprio Jay-Z, che lo aveva sbeffeggiato nella controversa canzone di cui si è detto sopra.
Un nuovo, curioso episodio della vicenda avviene nell'estate 2013: dopo il taglio da parte degli Atlanta Hawks, Stevenson esprime su twitter il desiderio di giocare per i Miami Heat insieme a LeBron James.

## Statistiche

### NBA
| † | Denota le stagioni in cui ha vinto il titolo |

#### Regular Season
| Anno       | Squadra          | PG  | PT  | MP   | TC%  | 3P%  | TL%  | RP  | AP  | PRP | SP  | PP   |
| ---------- | ---------------- | --- | --- | ---- | ---- | ---- | ---- | --- | --- | --- | --- | ---- |
| 2000-2001  | Utah Jazz        | 40  | 2   | 7,3  | 34,1 | 8,3  | 68,4 | 0,7 | 0,5 | 0,3 | 0,1 | 2,2  |
| 2001-2002  | Utah Jazz        | 67  | 23  | 16,9 | 38,5 | 8,0  | 69,8 | 2,0 | 1,7 | 0,4 | 0,4 | 4,9  |
| 2002-2003  | Utah Jazz        | 61  | 8   | 12,5 | 40,1 | 33,3 | 69,1 | 1,4 | 0,7 | 0,4 | 0,1 | 4,6  |
| 2003-2004  | Utah Jazz        | 54  | 54  | 28,0 | 44,5 | 23,3 | 66,9 | 3,3 | 1,7 | 0,5 | 0,3 | 11,4 |
| 2003-2004  | Orlando Magic    | 26  | 24  | 35,9 | 40,4 | 29,3 | 69,0 | 4,6 | 2,5 | 0,9 | 0,0 | 11,2 |
| 2004-2005  | Orlando Magic    | 55  | 27  | 19,8 | 40,8 | 37,3 | 55,4 | 1,9 | 1,3 | 0,3 | 0,2 | 7,8  |
| 2005-2006  | Orlando Magic    | 82  | 82  | 32,3 | 46,0 | 13,3 | 74,4 | 2,9 | 2,0 | 0,7 | 0,2 | 11,0 |
| 2006-2007  | Wash. Wizards    | 82  | 82  | 29,5 | 46,1 | 40,4 | 70,4 | 2,6 | 2,7 | 0,8 | 0,2 | 11,2 |
| 2007-2008  | Wash. Wizards    | 82  | 82  | 31,3 | 38,6 | 38,3 | 79,7 | 2,9 | 3,1 | 0,8 | 0,2 | 11,2 |
| 2008-2009  | Wash. Wizards    | 32  | 25  | 27,7 | 31,2 | 27,1 | 53,3 | 2,4 | 3,1 | 0,7 | 0,1 | 6,6  |
| 2009-2010  | Wash. Wizards    | 40  | 13  | 15,4 | 28,2 | 17,7 | 72,0 | 1,6 | 1,1 | 0,3 | 0,1 | 2,2  |
| 2009-2010  | Dallas Mavericks | 24  | 5   | 11,1 | 28,3 | 32,0 | 70,0 | 1,1 | 0,5 | 0,2 | 0,0 | 2,0  |
| 2010-2011† | Dallas Mavericks | 72  | 54  | 16,1 | 38,8 | 37,8 | 76,7 | 1,5 | 1,1 | 0,3 | 0,1 | 5,3  |
| 2011-2012  | N.J. Nets        | 51  | 30  | 18,8 | 28,5 | 28,3 | 56,3 | 2,0 | 0,8 | 0,4 | 0,1 | 2,9  |
| 2012-2013  | Atlanta Hawks    | 56  | 31  | 20,7 | 37,4 | 36,4 | 52,2 | 2,2 | 0,9 | 0,5 | 0,1 | 5,1  |
| Carriera   | Carriera         | 824 | 542 | 22,3 | 40,6 | 34,0 | 69,8 | 2,2 | 1,6 | 0,5 | 0,2 | 7,2  |

#### Play-off
| Anno     | Squadra          | PG | PT | MP   | TC%  | 3P%  | TL%  | RP  | AP  | PRP | SP  | PP   |
| -------- | ---------------- | -- | -- | ---- | ---- | ---- | ---- | --- | --- | --- | --- | ---- |
| 2001     | Utah Jazz        | 1  | 0  | 8,0  | 50,0 | 0,0  | 0,0  | 1,0 | 0,0 | 0,0 | 0,0 | 2,0  |
| 2003     | Utah Jazz        | 4  | 0  | 9,3  | 40,0 | 0,0  | 100  | 1,8 | 1,0 | 0,3 | 0,0 | 4,5  |
| 2007     | Wash. Wizards    | 4  | 4  | 30,5 | 19,6 | 15,8 | 42,9 | 2,5 | 1,8 | 0,5 | 0,8 | 6,0  |
| 2008     | Wash. Wizards    | 6  | 6  | 32,7 | 36,7 | 38,9 | 88,9 | 2,2 | 3,0 | 1,0 | 0,0 | 12,3 |
| 2010     | Dallas Mavericks | 2  | 0  | 3,0  | 0,0  | 0,0  | 0,0  | 0,0 | 0,0 | 0,0 | 0,0 | 0,0  |
| 2011†    | Dallas Mavericks | 21 | 18 | 15,8 | 34,9 | 39,7 | 75,0 | 0,9 | 0,6 | 0,5 | 0,1 | 4,5  |
| 2013     | Atlanta Hawks    | 4  | 0  | 11,3 | 60,0 | 60,0 | 0,0  | 2,5 | 0,3 | 0,0 | 0,0 | 2,3  |
| Carriera | Carriera         | 42 | 28 | 17,8 | 32,7 | 35,3 | 79,1 | 1,4 | 1,0 | 0,5 | 0,1 | 5,3  |

#### Massimi in carriera
- Massimo di punti: 33 vs New Orleans Pelicans (25 febbraio 2008)[5]
- Massimo di rimbalzi: 11 vs Dallas Mavericks (5 gennaio 2004)
- Massimo di assist: 9 vs Los Angeles Clippers (7 dicembre 2001)
- Massimo di palle rubate: 4 (4 volte)
- Massimo di stoppate: 3 vs Dallas Mavericks (19 gennaio 2002)
- Massimo di tiri da tre: 8 vs Los Angeles Lakers (30 marzo 2008)
- Massimo di tiri liberi: 9 vs Toronto Raptors (30 gennaio 2008)

## Palmarès

### Squadra
- Campionato NBA: 1

Dallas Mavericks: 2011

### Individuale
- McDonald's All-American Game (2000)